# Star Wars: Knights of the Old Republic
『Star Wars: Knights of the Old Republic』（スター・ウォーズ：ナイツ・オブ・ジ・オールド・リパブリック）は、ルーカスアーツから2003年に発売されたアクションRPGである。

## 概要
スター・ウォーズEP4から約4000年前の出来事であるシス大戦を描いている。プレイヤーは最初一兵士でしかないが、ストーリーを進めるとジェダイになったり、暗黒面に堕ちることもできる。